# 天门新园蛛
天门新园蛛（学名：Neoscona tianmenensis）为园蛛科新园蛛属的动物。在中国大陆，分布于湖南等地。该物种的模式产地在湖南大庸天门山。